# Mattie Ferguson
Mattie Ferguson (Indianápolis, 1862-Nueva York, 31 de marzo de 1929) fue una actriz de teatro estadounidense.

## Biografía
Ferguson nació en Indianápolis en 1862, Ferguson trabajo en Broadway entre 1906 y 1920. También hizo algunas apariciones en películas entre 1915 y 1917. Incluyendo The Spendthrift, donde renovó su papel que había interpretado en Broadway. En 1917 apareció en The Fatal Ring, protagonizada por Pearl White.
Ferguson murió el 31 de marzo de 1929 a los 67 años en Nueva York.

## Teatro
- Barbara's Millions (Broadway, 8 de octubre de  1906)
- Captain Jinks of the Horse Marines (Broadway, 18 de febrero de 1907)
- The Shirkers (Broadway, 15 de octubre de 1907)
- Polly of the Circus (Broadway, 23 de diciembre de 1907)
- The Spendthrift (Broadway, 11 de abril de 1910)
- Little Miss Brown (Broadway, 29 de agosto de 1912)
- Just Boys (Broadway, 13 de septiembre de 1915)
- The Red Dawn (Broadway, 6 de agosto de 1919)
- The Unwritten Chapter (Broadway, 11 de octubre de 1920)

## Filmografía
Filmografía completa.
- The Spendthrift (1915)
- Blazing Love (1916)
- The Fatal Ring (1917)
- Scandal (1917)